# Więzienie Kriesty

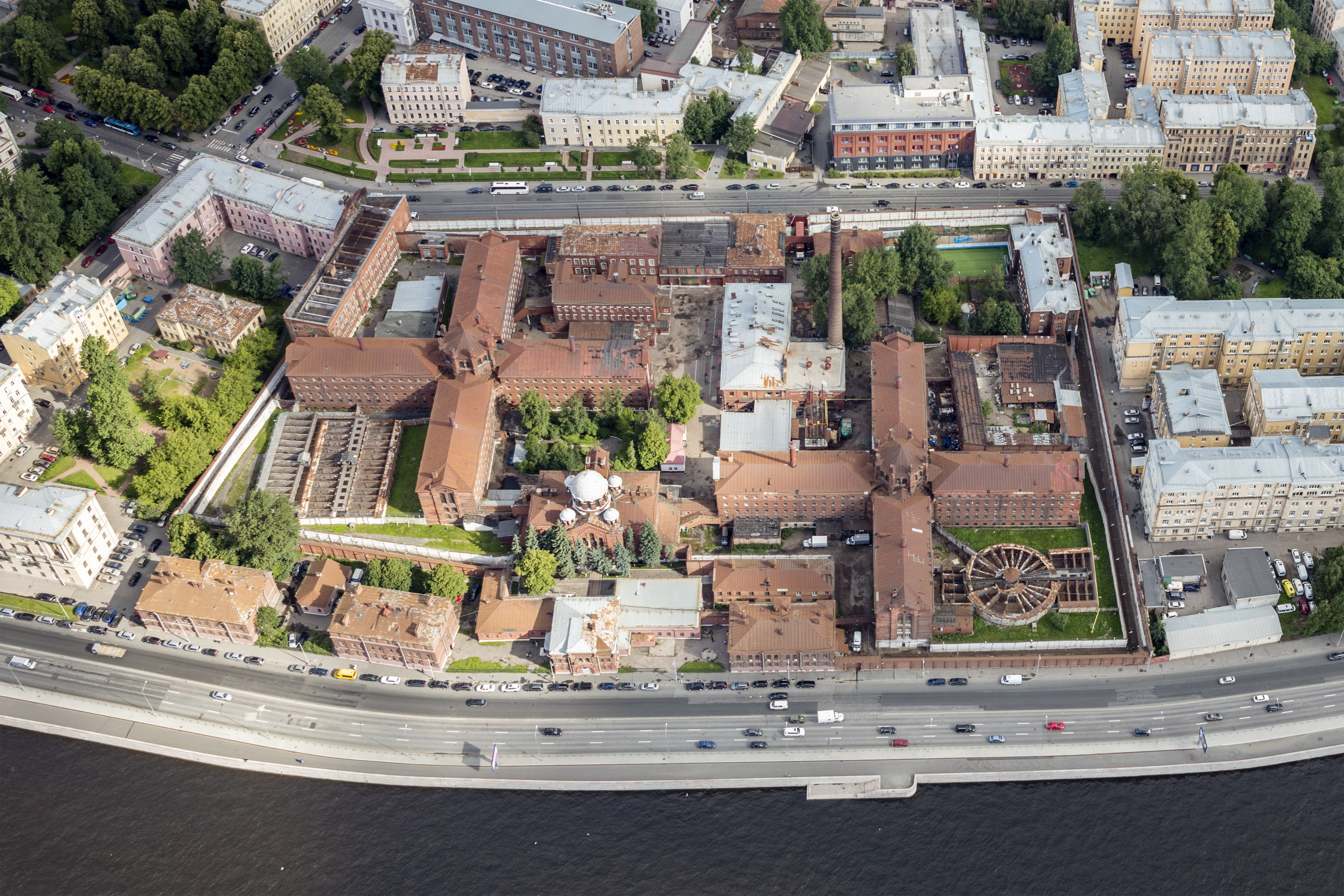
Kriesty, widok ogólny

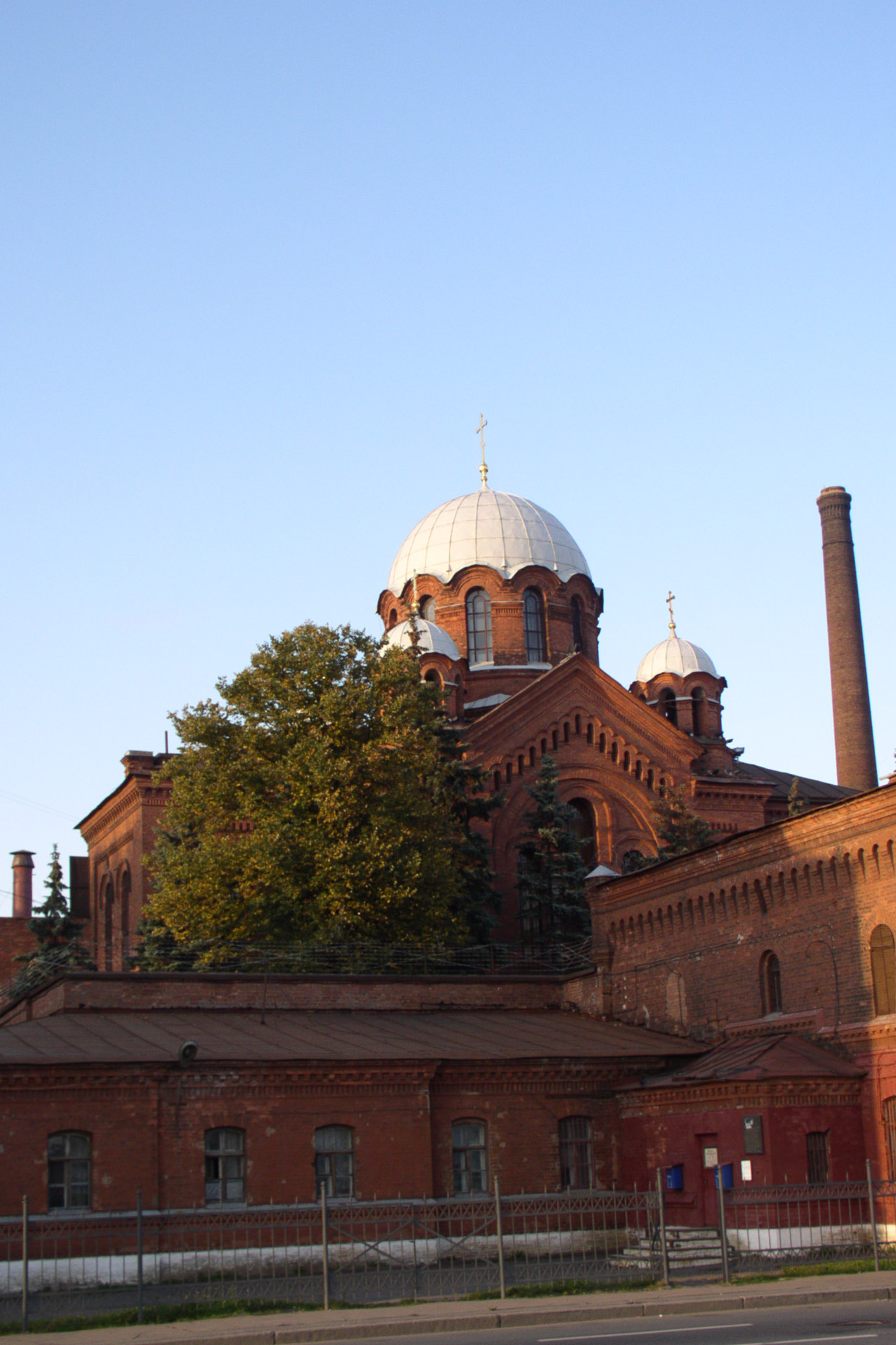
Cerkiew Św. Aleksandra Newskiego

Więzienie Kriesty (ros. Кресты – Krzyże) – potoczna nazwa aresztu śledczego nr 1 – IZ Nr 47/1 w Sankt Petersburgu (следственный изолятор № 1 - ИЗ № 47/1 УФСИН по г. Санкт-Петербургу), położonym na prawym brzegu Newy, w historycznej Dzielnicy Wyborskiej przy nab. Arsenalnym (Арсенальная наб.) 5-7/ul. Komsomołu (ул. Комсомола) 8. Zbudowane w latach 1884–1890 (arch. A.O. Tomiszko) w miejscu byłych składów wina dla miasta, w 1868 jedynie dostosowanych jako więzienie dla więźniów krótkoterminowych (arch. W. Lwow). Po wybudowaniu było to największe więzienie w Europie.

## Historia
Projekt wzorowano na podobnych obiektach w Berlinie (więzienie Moabit) i Filadelfii. Na obszarze 4,5 ha wybudowano dwa 5-piętrowe budynki zaprojektowane na planie krzyża (stąd nazwa całego obiektu), które mieszczą łącznie 960 cel, przeznaczonych dla 1.150 osób; również szpital, oddział chorób zakaźnych, kostnicę, chłodnię i kuźnię. Więzienie dysponowało elektrycznym oświetleniem, własnym ujęciem wody, instalacją wymuszonej wentylacji i efektywnego ogrzewania wody. Na najwyższym piętrze głównego budynku umieszczono pięciokopułową cerkiew św. Aleksandra Newskiego (zamkniętą w 1918). Obiekt był uważany w Rosji za wzorcowy; na jego założeniach wybudowano 28, choć mniejszych, zakładów karnych, m.in. w Wilnie.
Wraz z pospolitymi przestępcami w Kriestach więziono więźniów politycznych (w tym członków grupy narodowolców – W. Braudo, A. Jergina, M. Ołmińskiego, W. Prijutowa). Podczas rewolucji 1905–1907, Kriesty stały się więzieniem politycznym (wśród więźniów - przedstawiciele wielu partii politycznych i grup, członkowie Petersburskiej Rady Delegatów Robotniczych, posłowie pierwszego zgromadzenia państwowego – Dumy Państwowej, którzy podpisali w 1906 „Manifest Wyborski”). 27 lutego 1917 zbuntowani robotnicy dzielnicy Wyborskiej i żołnierze piotrogrodzkiego garnizonu uwolnili wszystkich więźniów Kriestów. Po wydarzeniach z lipca 1917 w Kriestach znaleźli się aresztowani bolszewicy (Pawieł Dybienko, Władimir Antonow-Owsiejenko, Lew Kamieniew, Anatolij Łunaczarski, Fiodor Raskolnikow, Lew Trocki i inni), których uwolniono w sierpniu-październiku 1917. W latach 1917–1918 w budynku więziennego szpitala przetrzymywano przedstawicieli władz carskich, m.in. ministra sprawiedliwości, spraw wewnętrznych, wojskowych, generałów żandarmerii, dyrektora departamentu policji, dowódcę V armii, zastępcę dowódcy okręgu piotrogrodzkiego.
W okresie 1920 - początek 1950 w Kriestach więziono liczne ofiary masowych represji. W 1921 w więzieniu znajdował się obóz koncentracyjny, 1923 – Piotrogrodzki Areszt Okręgowy. Obecnie Kriesty pełnią funkcję Aresztu Śledczego Sankt Petersburga i obwodu leningradzkiego.
W 1999 reaktywowano świątynię prawosławną, w której od 2000 jest celebrowana liturgia.
Prowadzone są prace nad budową nowego więzienia w miejscowości Kollino (Колпино), przedmieściu Petersburga (na powierzchni 28 ha, na 4 tys. osób), i tym samym likwidacji Kriestów.
W 1993 powołano w Krestach Muzeum, w 1999 otwierając je dla publiczności. Obecnie nieczynne.

## OKB-172
W okresie 1937–1953 na terenie więzienia funkcjonowało tajne, wydzielone i niezależne od władz zakładu karnego biuro doświadczalno-projektowe OKB (Опытное конструкторское бюро - ОКБ, tzw. szaraszka), w którym projektowano nowe systemy broni artyleryjskiej dla potrzeb marynarki wojennej i obrony wybrzeża.
Choć OKB organizacyjnie działało w strukturach organów bezpieczeństwa, jego plan pracy był zatwierdzany w okresie 1937-1939 przez III Główny Zarząd Ludowego Komisariatu Przemysłu Obronnego ZSRR (Народный комиссариат оборонной промышленности СССР), ministerstwa przemysłu obronnego ZSRR; w okresie 1939-1946 przez Ludowy Komisariat Broni (Народный комиссариат вооружения СССР), następnie od 1946 Ministerstwo Broni ZSRR (Министерство вооружения СССР). Personel liczył około 150 więźniów i około 15 pracowników cywilnych, w większości zatrudnionych wcześniej w zakładzie produkującym m.in. broń artyleryjską - zakładach "Bolszewik", dawnych Zakładach Obuchowskich (завод Большевик - Обуховский завод) w Leningradzie. OKB umiejscowiono na terenie więzienia w dwóch budynkach od strony ulic Komsomołu i Michajłowa, jednym będącym siedzibą biura projektów, w którym znajdowały się pracownie projektowe, biblioteka techniczna również z literaturą zagraniczną, archiwum, i drugim mieszkalnym. W okresie wojny OKB było prawie całe ewakuowane, w większości do Mołotowa, obecnie Permu (1941-1944), częściowo do Mołotowska, obecnie Siewierodwińska koło Archangielska (1941-1945). W Mołotowie OKB wchodziło w skład zakładu nr 172 "Motowilicha" (Мотовилиха), od których przyjęto nazwę - OKB-172.

## Przebywali w Kriestach
- Wiaczesław Pilikow, rosyjski mistrz kulturystyki, późniejszy wojskowy i członek FSB
- Konstanty Rokossowski, polski i radziecki dowódca wojskowy, marszałek polski i radziecki, w okresie 17 sierpnia 1937–22 marca 1940